# Dąbrowice Skierniewickie
Dąbrowice Skierniewickie – przystanek kolejowy w Dąbrowicach, w województwie łódzkim, w Polsce. Znajdują się tu 2 perony.

## Ruch pasażerski[1]
| Rok  | Wymiana pasażerska na dobę |
| ---- | -------------------------- |
| 2017 | 20-49                      |
| 2018 | 50-99                      |
| 2019 | 50-99                      |
| 2020 | 50-99                      |
| 2021 | 50-99                      |
| 2022 | 50-99                      |
| 2023 | 100-149                    |
| 2024 | 50-99                      |

## Połączenia
- Łódź Kaliska
- Łódź Fabryczna